# Sotblommossa
Sotblommossa (Schistidium tenerum) är en bladmossart som beskrevs av Elsa Cecilia Nyholm 1969. Sotblommossa ingår i släktet blommossor, och familjen Grimmiaceae. Enligt den finländska rödlistan är arten sårbar i Finland. Arten har ej påträffats i Sverige. Artens livsmiljö är fjällklippor, block- och stenmarker. Inga underarter finns listade i Catalogue of Life.